# Ким Дарби
Ким Дарби (англ. Kim Darby, наст. имя Дебора Зерби, род. 8 июля 1947) — американская актриса, номинант на премии «Эмми», «Золотой глобус» и BAFTA.

## Жизнь и карьера
Дебора Зерби родилась в Лос-Анджелесе, штат Калифорния. В возрасте пятнадцати лет, взяв псевдоним Ким Дарби, она начала сниматься в кино и на телевидении, дебютировав в 1963 году в мюзикле «Пока, пташка» с Энн-Маргрет.
Ким Дарби добилась наибольшей известности благодаря роли в фильме 1969 года «Настоящее мужество» с Джоном Уэйном и Гленом Кэмпбеллом. Она получила хорошие отзывы от критиков за свою игру и была номинирована на премии «Золотой глобус» и BAFTA. В последующие годы она снялась в ряде фильмов, таких как «Земляничное заявление» (1970) с Брюсом Дэвисоном, «Норвуд» (1970) с Гленом Кэмпбеллом и «Банда Гриссомов» (1971), где она сыграла главную роль. Исполнила одну из главных ролей одной из серий Оригинального Звёздного Пути — Мири в роли Мири.
На телевидении она снялась в мини-сериале «Богач, бедняк» в 1976 году, который принес ей номинацию на премию «Эмми». После она снялась в коммерчески успешной мелодраме «Единственная на свете» (1978) с Генри Уинклером, а на более поздних этапах карьеры появилась в фильмах «Уж лучше умереть» (1985), «Волчонок 2» (1987), «Хэллоуин 6: Проклятие Майкла Майерса» (1995) и «Пересмешник не будет петь» (2001). Она также появилась в телесериалах «Отель», «Она написала убийство» и «Секретные материалы».
Ким Дарби была замужем дважды, у неё есть ребёнок от второго брака.